# Бураново (Тогульський район)
Бура́ново (рос. Бураново) — село у складі Тогульського району Алтайського краю, Росія. Входить до складу Антипинської сільської ради.

## Населення
Населення — 180 осіб (2010; 251 у 2002).
Національний склад (станом на 2002 рік):
- росіяни — 96 %